# Hałyna Petrosaniak
Hałyna Petrosaniak (Галина Іванівна Петросаняк, ur. 1969 w Czeremosznej) – ukraińska poetka i tłumaczka.

## Życiorys
Urodziła się w 1969 roku we wsi Czeremoszna położonej w ukraińskiej części Karpat, niedaleko granicy z Rumunią. Ukończyła germanistykę i rusycystykę na Podkarpackim Uniwersytecie Narodowym im. Wasyla Stefanyka.
Należy do fali przedstawicieli fenomenu stanisławowskiego, według Bohdana Zadury jej poezję wyróżnia „wyciszony, a jakże wyrazisty liryzm”. Zadebiutowała w 1996 roku tomikiem poetyckim Парк на схилі (pol.: „Park na zboczu wzgórza”). Za jeden z wierszy opublikowanych w zbiorze Petrosaniak otrzymała nagrodę ugrupowania Bu-Ba-Bu. W następnych latach poetka została wyróżniona Nagrodą Huberta Burdy dla poetów z Europy Środkowej i Wschodniej (2007) i Nagrodą im. Iwana Franki (2010). Jej twórczość została przetłumaczona m.in. język na angielski, niemiecki czy rosyjski. Po polsku jej wiersze ukazały się w przekładzie Bohdana Zadury na łamach „Literatury na Świecie“, „Akcentu“, Anety Kamińskiej oraz Pauliny Ciuckiej na łamach "Twórczości" i na portalu Rozstaje.
Jej poezje stanowią część dwóch antologii Bohdana Zadury: Wiersze zawsze są wolne. Przekłady z poezji ukraińskiej (Biuro Literackie – Kolegium Europy Wschodniej im. Jana Nowaka-Jeziorańskiego, Wrocław 2005, ISBN 83-8851-563-2; wydanie 2: Biuro Literackie – Kolegium Europy Wschodniej im. Jana Nowaka-Jeziorańskiego, Wrocław 2007, ISBN 978-83-60602-46-1) oraz 100 wierszy wolnych z Ukrainy (Biuro Literackie, Kołobrzeg 2022, ISBN 978-83-67249-06-5).
Petrosaniak zajmuje się także tłumaczeniem z języka czeskiego i niemieckiego na ukraiński. Przełożyła m.in. autobiografie Alexandra Granacha i Somy Morgensterna.
W 2016 roku osiadła w Szwajcarii.

## Twórczość

### Poezja
- Парк на схилі (pol.: „Park na zboczu wzgórza”), 1996
- Світло окраїн (pol.: „Światło rubieży”), 2000
- Спокуса говорити (pol.: „Pokusa mówienia”), 2008
- Екзофонія (pol.: „Egzofonia”), 2019[3]

### Inne
- Політ на повітряній кулі (pol.: „Lot balonem”), 2015 – eseje i teksty poetyckie
- Не заважай мені рятувати світ (pol.: „Nie przeszkadzaj mi w ratowaniu świata”), 2019 – opowiadania[3]